# Бенгальское президентство
Бенгальское президентство (англ. Bengal Presidency) — колониальный регион Британской империи на Индийском субконтиненте (в некоторые из периодов также включал в себя территории за пределами Индии).

## История
Образованная в 1600 году Британская Ост-Индская компания в XVII веке активно основывала фактории на побережье полуострова Индостан. Поначалу это были именно торговые фактории, но постепенно (в том числе из-за конфликтов британцев с местными правителями) фактории стали требовать защиты. В 1690-х годах Компания получила в своё пользование территорию трёх деревень в Бенгалии — Каликаты, Сутанути и Говиндпура — которые постепенно слились в город Калькутта. В середине XVII века для удобства управления фактории Компании были разделены на три группы, которыми управляли Президенты (подчиняющиеся Губернатору), размещавшиеся в Мадрасе, Бомбее и Калькутте. Так образовались Мадрасское (в 1640 году), Бомбейское (в 1687) и Калькуттское (позднее — Бенгальское, в 1690) президентства.
Ещё в конце 1750-х наваб Бенгалии Мир Касим передал Компании право сбора налогов в нескольких богатейших округах навабства. Аллахабадский договор 1765 года юридически оформил зависимость от англичан Ауда. Из торгового предприятия Компания неожиданно стала политической силой. Оказалось, что у компании нет администраторов, способных управлять территориями: в 1769—1770 годах Бенгалию поразил страшный голод. Сведения о чудовищных злоупотреблениях служащих Компании достигли Лондона и были использованы парламентской оппозицией, выступавшей против союза финансовой плутократии Сити и королевского двора. В результате был принят Регулирующий акт, согласно которому Ост-Индская компания признавалась владетелем индийских территорий и ставилась под контроль английского правительства. Парламент назначил генерал-губернатора Индии и четырёх советников, образовавших Бенгальский совет. В Калькутте был также создан Высший суд.
Первый генерал-губернатор Индии Уоррен Гастингс поставил под контроль Компании весь административный аппарат в её индийских владениях. Проводя экспансионистскую политику, Гастингс стал увеличивать территорию, подконтрольную англичанам, в результате чего в составе Бенгальского президентства оказались не только Бенгалия и Авадх, но и новые территории Двуречья.
На присоединённых территориях англичане вначале сохраняли существовавшие системы земельных отношений и земельного налогообложения; их главная задача состояла во всемерном увеличении объёма поступления земельного налога. Однако эта система в конце концов привела к массовому разорению крестьянства, недовольству и сопротивлению феодалов, упадку сельскохозяйственного производства. Администрация Компании поняла необходимость улучшения положения в индийской деревне.
Руководствуясь принципами господствовавшего в тот период в Англии земельного права, в 1793 году в Бенгальском президентстве (а затем и в ряде районов Мадрасского президентства) губернатором Корнуоллисом была введена система постоянного заминдарства: заминдары были объявлены частными земельными собственниками, ответственными за сбор налога с округов и групп деревень, при этом ставки земельного налога, который они вносили в казну, объявлялись постоянными, навечно не подлежащими пересмотру. Многие заминдары не смогли удовлетворить новые притязания казны, и их заминдарства были распроданы с аукционов, в результате чего произошло значительное перераспределение земель и образовалась новая социальная прослойка землевладельцев, живущих в городах и получающих доходы от ренты, собираемой их агентами.
В конце XVIII — начале XIX веков Джерард Лейк и Артур Уэлсли продолжили завоёвывать Индию, в результате чего номинальная территория Бенгальского президентства сильно вытянулась на северо-запад, и к середине XIX века губернатору Бенгалии подчинялись даже Пенджаб и Северо-Западные провинции.
Управление столь большой территорией вызывало большие трудности, и единственными структурами, действовавшими на всей территории Президентства, были Бенгальская армия и Гражданская служба. Официально Пенджабом, Агрой и Аллахабадом управляли лейтенант-губернаторы, подчинённые находившемуся в Калькутте губернатору Бенгалии, но на практике они были более или менее независимыми.
После того, как в конце XIX века Армии президентств были объединены в Индийскую армию, а в 1905 году состоялся Первый раздел Бенгалии, Бенгальское президентство стало чисто номинальным образованием. Термин «Бенгальское президентство» окончательно вышел из употребления после того, как в 1919 году в результате реформ Монтэгу-Челмсфорда были созданы правительства провинций.